# Leporinus paranensis
Leporinus paranensis es una especie de pez de agua dulce del género Leporinus, de la familia Anostomidae. Se distribuye en aguas cálidas y templado-cálidas del centro de Sudamérica. Esta especie alcanza una longitud total de 16 cm.

## Distribución y hábitat
Este pez se distribuye en el centro de América del Sur, en la cuenca del Plata, subcuenca del río Alto Paraná en el nordeste del Paraguay y el sudeste del Brasil. Se reproduce en parejas, en lugares densamente vegetados.

## Taxonomía
Esta especie fue descrita originalmente en el año 1987 por los ictiólogos Júlio César Garavello y Heraldo Antonio Britski, con el mismo nombre científico.
Etimología
Leporinus viene de las palabras en latín lepus y leporis que significa 'conejo', en referencia a la semejanza de sus dientes con los del lagoformo. El término específico paranensis hace alusión al río Paraná.